# 2004年加利福尼亚州66号提案
66號提案（英語：Proposition 66，專有名詞縮寫），是美國加利福尼亞州於2004年11月2日提出的一次公投，提案訴求執行罪犯死刑流程改善。

## 關聯條目
- 2004年加利福尼亚州62号提案
- 2014年加利福尼亚州47号提案
- 2016年加利福尼亞州57號提案